# Mary Cynthia Dickerson
Mary Cynthia Dickerson (1866–1923) fou una herpetòloga estatunidenca i la primera comissària d'herpetologia al Museu Americà d'Història Natural, així com la primera comissària de l'ara desaparegut Departament de Fustes i Silvicultura. Durant deu anys va ser l'editora de The American Museum Journal, que va ser rebatejat com a Natural History durant la seva direcció. Va publicar dos llibres: "Arnes i papallones", anglès: 'Moths and butterflies' (1901) i "El llibre de la granota", anglès: 'The frog book', (1906), així com nombrosos articles científics i populars. Va descriure més de vint espècies de rèptils i és commemorada en els noms científics de quatre espècies de llangardaixos.

## Primers anys i educació
Marie Cynthia Dickerson va néixer a Hastings, Michigan, el 7 de març de 1866. Els seus pares eren Wilbur i Melissa Dickerson. Al principi de la seva vida, va tenir cura dels seus tres germans petits. En un memorial, Maud Slye va escriure:
| « | Va estudiar en un moment en què a una noia no li era fàcil de fer això. | » |

Va estudiar a la Universitat de Michigan de 1886 a 1887 i de 1889 a 1891, després de la qual cosa va ensenyar biologia de secundària a Michigan i Illinois de 1891 a 1895. Després va estudiar a la Universitat de Chicago, on va obtenir una llicenciatura en ciències el 1897. De 1897 a 1905, va ser directora de zoologia i botànica a la Rhode Island Normal School, on va dirigir estudiants a passejades per la natura a Providence i va recollir observacions per als seus llibres Moths and butterflies (1901) i The frog book (1906).

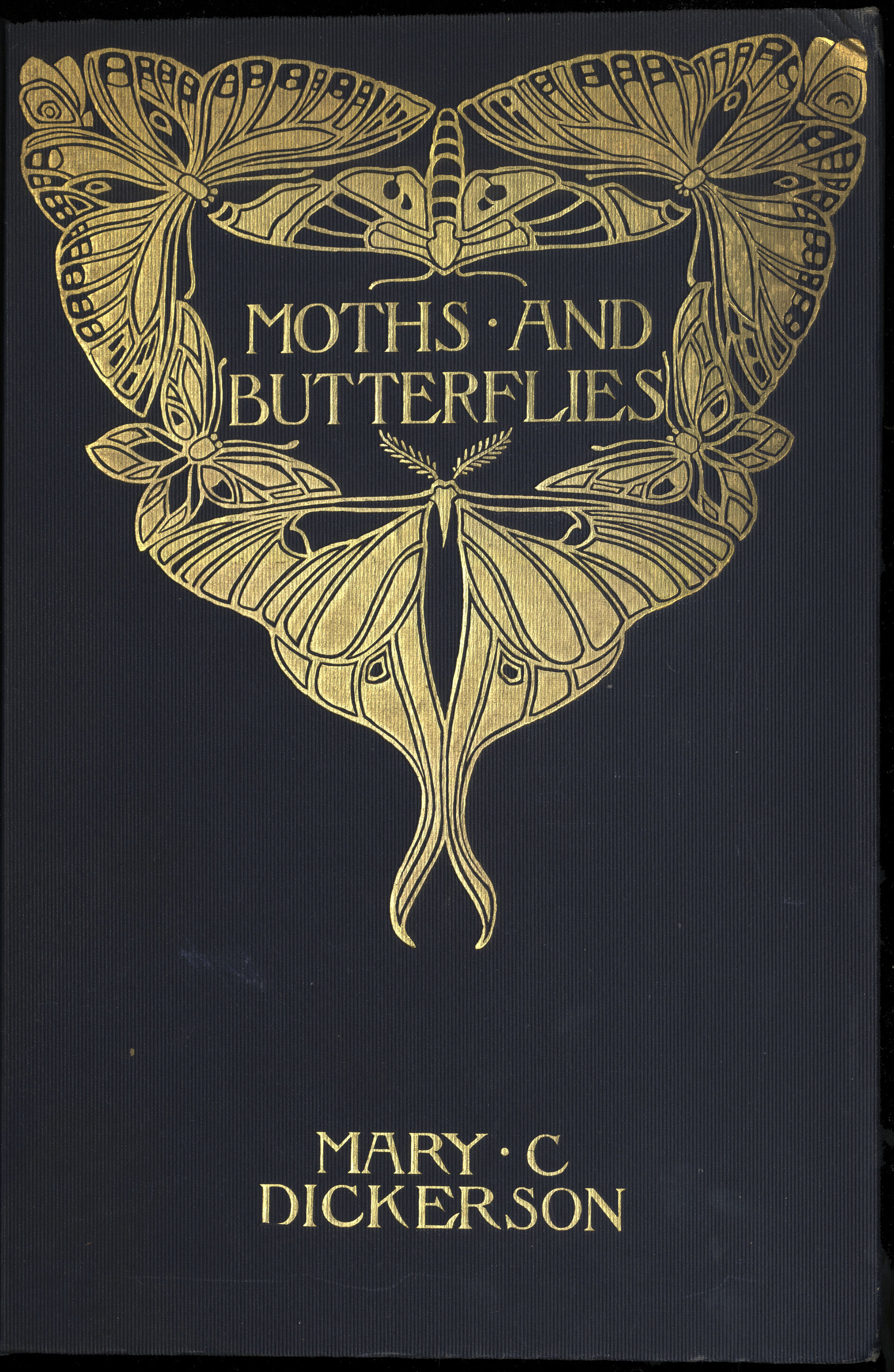
Portada de Moths and butterflies

Moths and Butterflies, il·lustrat per les fotografies de Dickerson, va tenir una bona acollida. Un crític de The American Naturalist comentà que
| « | Aquest és un llibre realment excel·lent, tant en disseny com en execució. | » |

Una revisió a Journal of Education exposava que
| « | Aquest treball s'ha de situar, simplement per mèrits, en el primer rang dels estudis de la natura... No només la seva matèria descriptiva està lliure de tot el que pugui assemblar-se a pedanteria i professionalisme, sinó que les il·lustracions fan que l'estudi sigui eloqüent. | » |

Una revisió mixta de l'American Journal of Psychology va escriure que Dickerson
| « | Té l'error fatal del pedagog que el nombre de temes i l'abast han de sacrificar-se per la minuciositat del mètode. Feliçment, però, no porta aquest principi, que han trivialitzat tants llibres de text, fins a interferir en el veritable gran mèrit del seu llibre. | » |

The Frog Book, publicat el 1906, explorava les granotes i els gripaus de l'Amèrica del Nord. "Durant molts anys els naturalistes aficionats i els professors d'estudis naturals han estat demanant un llibre de referència popular sobre els nostres amfibis comuns" - va escriure un crític a The Independent - "No obstant això, la necessitat d'un llibre popular de granotes ja està ben satisfeta".
Un crític de Science va escriure:
| « | No només estan ben retratats els hàbits de les granotes comunes, sinó que hi figuren els ous i els capgrossos, com no s'ha fet abans. | » |

Una revisió més mixta a The Nature Study Review escriu que "l'obra és més que interessant, és bastant precisa i molt útil", però destaca que "les històries de vida són una decepció des del punt de vista del científic. Sembla que els 'deu anys d'observació i estudi' que l'autora confessa, haurien d'haver proporcionat dades més precises sobre punts fonamentals com ara les estacions de cria, el nombre d'ous posats, la quantitat i el tipus d'aliments, etc."
De 1907 a 1908 va ser instructora a la Universitat Stanford, on va ser coautora de tres treballs amb l'ictiòleg David Starr Jordan, inclosa la descripció d'una nova espècie d'hemiràmfids. Va començar a treballar al Museu Americà d'Història Natural el novembre de 1908, i va passar la resta de la seva carrera a la institució.

## Museu Americà d'Història Natural
Al Museu Americà, Dickerson va ser contractat per primera vegada com a assistent al departament de Fustes i Silvicultura, on una de les seves primeres publicacions va ser una guia de la sala de la silvicultura. Va ser nomenada comissària el 1911. El juliol de 1909, el Museu va constituir formalment un departament d'ictiologia i herpetologia, amb Dickerson com a herpetòleg únic al costat dels ictiòlegs Bashford Dean, John Treadwell Nichols i Louis Hussakof. El novembre de 1909, Dickerson es va convertir en editora associada de The American Museum Journal i es va convertir en editora l'any següent, càrrec que va ocupar fins al 1920.
Dickerson va promoure el creixement de les col·leccions herpetològiques i va ser coneguda pels seus diorames o "grups" d'amfibis i rèptils realistes. Va atraure un trio d'herpetòlegs notables al Museu Americà: Karl Patterson Schmidt, Gladwyn Kingsley Noble i Charles Lewis Camp. Sota la direcció de Dickerson, les col·leccions d'herpetologia van créixer fins a gairebé 50.000 espècimens. Al febrer de 1920, l'herpetologia es va separar de la ictiologia i es va crear formalment un nou Departament d'Herpetologia, amb Dickerson com a primera comissària. Va ser membre de l'Acadèmia Americana de les Arts i les Ciències, l'American Forestry Association, l'American Ornithological Society i l'Acadèmia de les Ciències de Nova York. Dickerson considerava que el treball d'exposició era d'igual importància per a la investigació i va desenvolupar el concepte de “grups d'hàbitat” herpetològics mitjançant una varietat de tècniques de preparació, inclòs el modelat de cera per crear models de vida i exposició més integrades.
Dickerson descriu més de 20 noves espècies de rèptils, inclòs el Sauromalus varius i el Cadea palirostrata. És commemorada en els noms de quatre espècies de llangardaixos o subespècies:: Cnemaspis dickersonae, Aspidoscelis tigris dickersonae, Holbrookia maculata dickersonae i Crotaphytus dickersonae.
| «                                                                      | (anglès) By 1920, Dickerson had accomplished something remarkable. Despite other truly heavy responsibilities, she had built a functioning department from scratch, emphasizing collection growth and literature facilities in order to support the twin functions of exhibition and research in herpetology. | (català) Cap al 1920, Dickerson havia aconseguit alguna cosa notable. Malgrat altres responsabilitats realment pesades, havia construït des de zero un departament funcional, on destacava el creixement de col·leccions i instal·lacions literàries per donar suport a la doble funció d'exposició i investigació en herpetologia | » |
| — Charles W. Myers, Comissari emèrit, Museu Americà d'Història Natural | | |   |

## Anys posteriors i mort
Al voltant de 1919, Dickerson mostrava signes de trastorn mental, atribuïbles a l'estrès del doble paper de conservadora i editora. El seu comportament es va tornar erràtic, i experimentava al·lucinacions auditives de l'explorador àrtic Vilhjalmur Stefansson, soci del Museu, a qui va escriure diverses cartes que revelen trastorns mentals. Va ser pressionada per prendre's un temps lliure i desconnectar de la feina, cosa que va rebutjar, i el novembre de 1920 va ser retirada del museu després d'una avaluació mèdica i posada sota la custòdia del seu germà. Va tornar a aparèixer al museu el 10 de desembre, actuant de forma peculiar, i va ser portada a un hospital per observar-la. El 24 de desembre fou internada en una hospital psiquiàtric a Ward's Island, on va passar la resta de la seva vida, i on hi va morir, als 57 anys, el 8 d'abril de 1923.